# Marajoaras

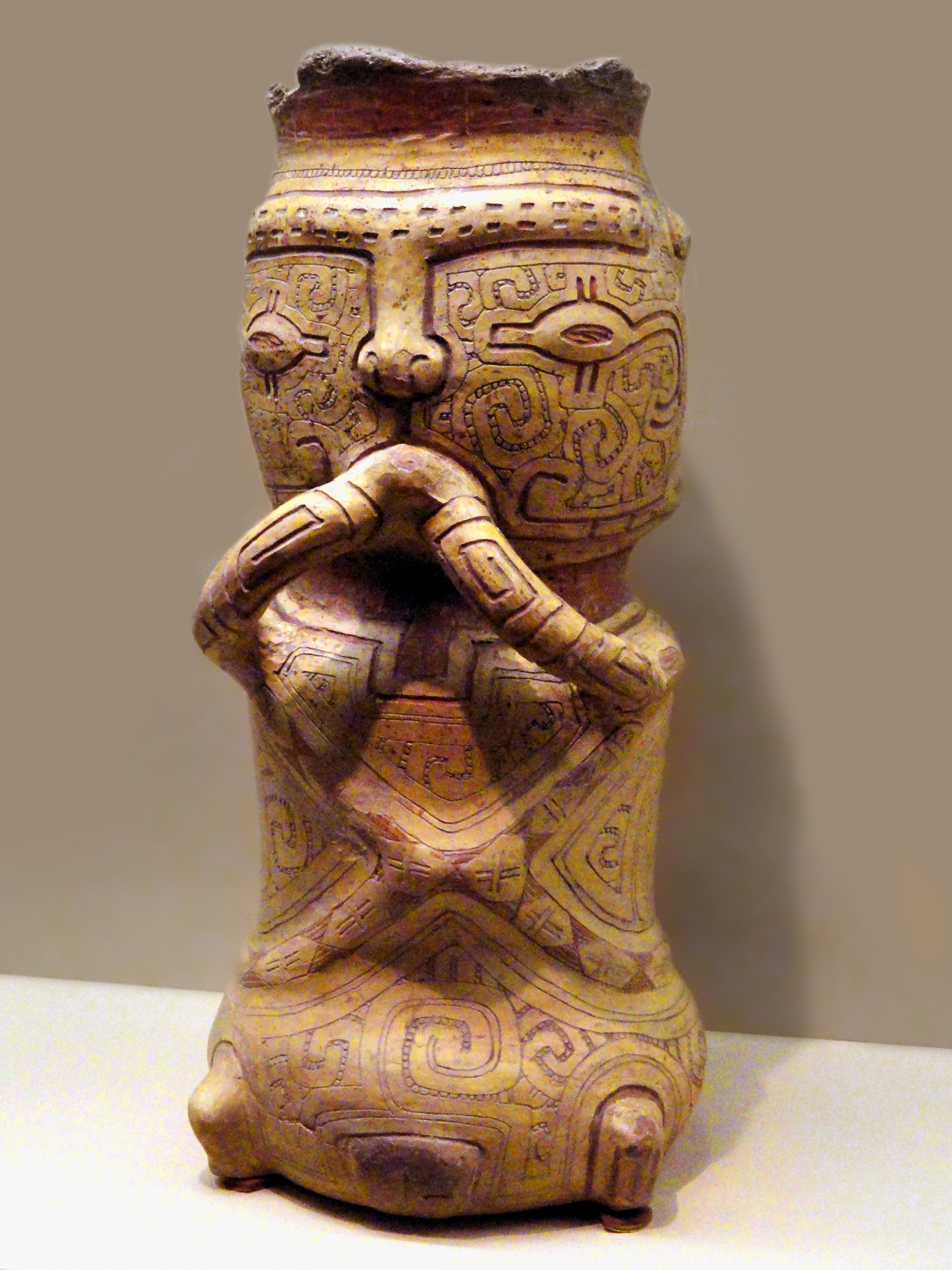
Urna funerária da cultura marajoara

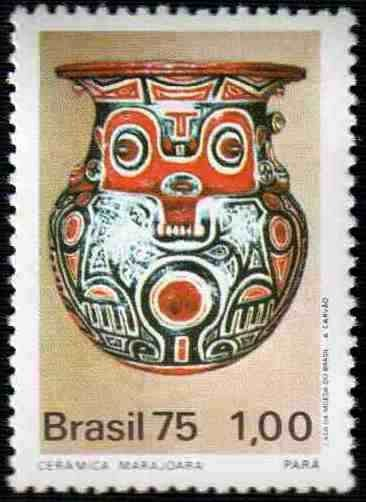
Selo brasileiro de 1975 representando a cerâmica marajoara

Os marajoaras ou cultura do Marajó foram uma sociedade que floresceu na Ilha de Marajó ou Rio Amazonas na Era pré-colombiana. Em uma pesquisa, o arqueólogo Charles Mann sugere datas entre 400 e 1600 para a cultura. Contudo, atividade humana desde 1000 a.C. já tinha sido reportada nesses locais. A cultura parece ter persistido na era colonial. A cultura pré-colombiana do Marajó pode ter desenvolvido estratificação social e comportado uma população de 100 000 pessoas.

## Fases
Considera-se que a sociedade marajoara e a cultura marajoara (termo global) subdividia-se em várias fases distintas de acordo com níveis de ocupação e desenvolvimento social: Ananatuba, Mangueiras, Formiga, Acauã, Alta Marajoara e, Aruã. Nas duas últimas, desenvolveu-se o que chama-se de civilização (caracterizada basicamente por construção de comunidades fixas), chamadas de Cacicados Amazônidas, que ia desde o Tapajós até a foz do rio Amazonas. Essa sociedade indígena no período de 400 a 1400 d.C levantavam suas casas sobre morros artificiais, estrutura elevada que protegia das inundações, chamados de teso.

## Antecedentes
Trabalhos sofisticados em cerâmica, grandes pinturas elaboradas e desenhos com representações de plantas e animais são a descoberta mais impressionante na área e forneceram a primeira evidência de uma sociedade complexa no Marajó. Evidências de construção de montículos (pequenas colinas artificiais) sugerem, ainda, uma área bem povoada. No entanto, a extensão do nível de complexidade e as interações de influências da cultura Marajoara são contestados. Trabalhando na década de 1950, Betty Meggers sugere que a sociedade migrou dos Andes e se estabeleceu na ilha.[carece de fontes?]

### Origem dos montes

#### Hipótese antropogênica
Na década de 1980, contudo,  Anna Curtenius Roosevelt liderou escavações e levantamentos geofísicos do montículo de "Teso dos Bichos", e concluiu que a sociedade que construiu os montes se originou na própria ilha. Os nativos americanos da amazônia podem ter usado a terra preta para conseguir desenvolver uma agricultura em grande escala, necessária para alimentar grandes populações e formações sociais complexas, como chefias. Betty Meggers posteriormente, considerando o baixo potencial agrícola da região para o suporte de uma grande população, supôs a ascensão e queda da cultura marajoara como ocorrendo em torno da exploração e esgotamento de sagueiros.

#### Sedimentação fluvial
Rossetti et al. propôs que os assentamentos arqueológicos associados com montes isolados ou compostos foram "sistematicamente desenvolvidos em cima de extensas superfícies elevadas formadas devido a processos sedimentares naturais".
Assim, os grandes montes marajoaras ou tesos não são inteiramente artificiais. Em vez disso, os marajoaras aproveitaram montes naturais preexistentes como superfícies elevadas que servissem às suas comunidades. Esta interpretação sugere menos investimento em trabalho acumulado na construção dos montes.

"Vários montículos na Ilha do Marajó e na Bolívia têm rendido datações de 1000-300 a.C. nos níveis iniciais, o que sugere que os primeiros montes da cultura foram construídos sucessivamente no período em que a horticultura parece generalizar-se pela primeira vez."

## Agricultura e economia
Restos mortais na Ilha do Marajó apresentam um padrão de subsistência que dependeu fortemente de pequenas sementes, bem como de pequenos peixes, que foram ou cultivados ou protegidos pelos povos indígenas. Infelizmente, muitos dos restos das sementes carbonizadas ainda não foram identificadas, embora parecem ser herbáceas e derivadas de gramíneas locais. Árvores como o açaí e tucunzeiros (Bactris setosa) também forneceram suplementos importantes na dieta marajoara, além de serem usadas para a fabricação de itens como cestas ou canoas. Outras evidências de restos humanos mostram que os povos marajoaras não consumiam pesadamente raízes ricas em amido, como a mandioca; em vez disso, os padrões de desgaste pesado de dentes sugerem uma dieta baseada predominantemente em sementes, frutos de árvores e peixes. Dado que os peixes pequenos compõem a maioria da biomassa da fauna local e há relativamente poucos animais terrestres na ilha, segue-se que os povos pré-históricos focavam sua alimentação nas populações abundantes de peixes pequenos. O método para a captura de peixes foi provavelmente muito semelhante às actuais técnicas dos índios da Amazônia, que incluem a técnica de pesca com lianas tóxicas (o timbó), que consiste em intoxicar as águas dos rios com o timbó e, depois, retirar os peixes quando estes flutuam à superfície. Este método de colheita de massa não é tão útil na época das chuvas, sendo mais usado durante os meses de seca, quando os peixes são capturados em córregos ou lagoas recuadas.
A tecnologia agrícola no Marajó era limitada, principalmente, a machados de pedra que foram introduzidas na Fase Marajoara. Outros artefatos de pedra incluem "grelhas" encontradas em "Teso Dos Bichos" durante as escavações de Roosevelt, embora estes sejam muito raros. Na verdade, sua raridade comprova a ausência de culturas de raízes a partir da dieta Marajoara.
Montículos, ao contrário de artefatos líticos, são abundantes. Eles foram usados para fins de cemitérios, bem como para a habitação nas áreas baixas propensas a inundações na época das chuvas. Os montículos podem ter servido a um propósito defensivo também. Povos pré-históricos da Ilha de Marajó também pode ter construído rampas, canais, lagoas e campos drenados encontrados perto de montes de terraplenagem, mas a maior parte das provas foi provavelmente enterrada por sedimentos em inundações sazonais.
Provas das redes de comércio no Marajó se baseiam principalmente em material lítico, porque a ilha não tem nenhuma fonte local adequada de rochas ígneas ou metamórficas. Os artefatos líticos são feitos principalmente a partir de uma rocha máfica verde, microcristalina. Tais rochas verdes são tipicamente mais associadas à Mesoamérica, um possível ponto de origem das pedras importadas pela cultura Marajoara.
Um aumento da complexidade das vestimentas cerimoniais e da uniformidade de louças utilitárias ocorreu com a fase Marajoara, sugerindo que a fabricação de cerâmica tornou-se uma indústria especializada em algum momento. Algum tempo após, no entanto, houve um declínio nas características de especialização de cerâmica.

## Arquitetura
Muitas das escavações na ilha de Marajó concentraram-se em grandes montes de terra, apesar de as escavações em montículos menores e em locais planos provavelmente serem em maior número. Há uma divisão dos sítios por tamanho. Há de 3 a 4 sítios muito grandes, com muitos montes. O sítio "Os Camutins" possui 40 montes, e o sítio "Fortaleza" possui 20 montes. Eles abrigaram vários milhares de pessoas; por exemplo, Os Camutins tinha uma população de cerca de 10 000 pessoas. Há sítios menores, com de 3 a 5 montes cada, como "Monte Carmelo". Há vários sítios com um único monte, como "Teso do Sítio", que poderiam ter abrigado de algumas centenas de pessoas a mil pessoas. Há muitos sítios com pequenos montes ou com nenhum monte. Os montes predominam nas áreas mais baixas, que são mais propensas a inundações graves. Eles foram construídos com barro, e lixo era usado como preenchimento para mantê-los. Eles serviram a muitos propósitos, como cemitérios, habitações, defesas e proteção contra inundações sazonais.
Os montes abrigaram residências semelhantes às atuais residências dos índios da Amazônia. Eram estruturas multifamiliares com várias lareiras alinhadas ao longo do centro do edifício; cada lar provavelmente representou uma família nuclear. As residências eram construídas no sentido leste-oeste. Eram, geralmente, agrupadas num padrão oval concêntrico. Eram construídas de terra, postes de madeira e telhados de palha. Tiveram ocupação contínua como evidenciado por camadas sobrepostas de estruturas. Tinham até 20 estruturas construídas uma em cima da outra em alguns lugares, como em "Os Camutins". Havia instalações de cozinha permanentes feitas de barro e piso com reboco, que foram reparados com frequência ao longo do tempo. Há, também, obras de terraplenagem monumentais, calçadas, rampas, canais, lagoas e campos drenados que foram enterradas por extensa sedimentação.

## Artefatos

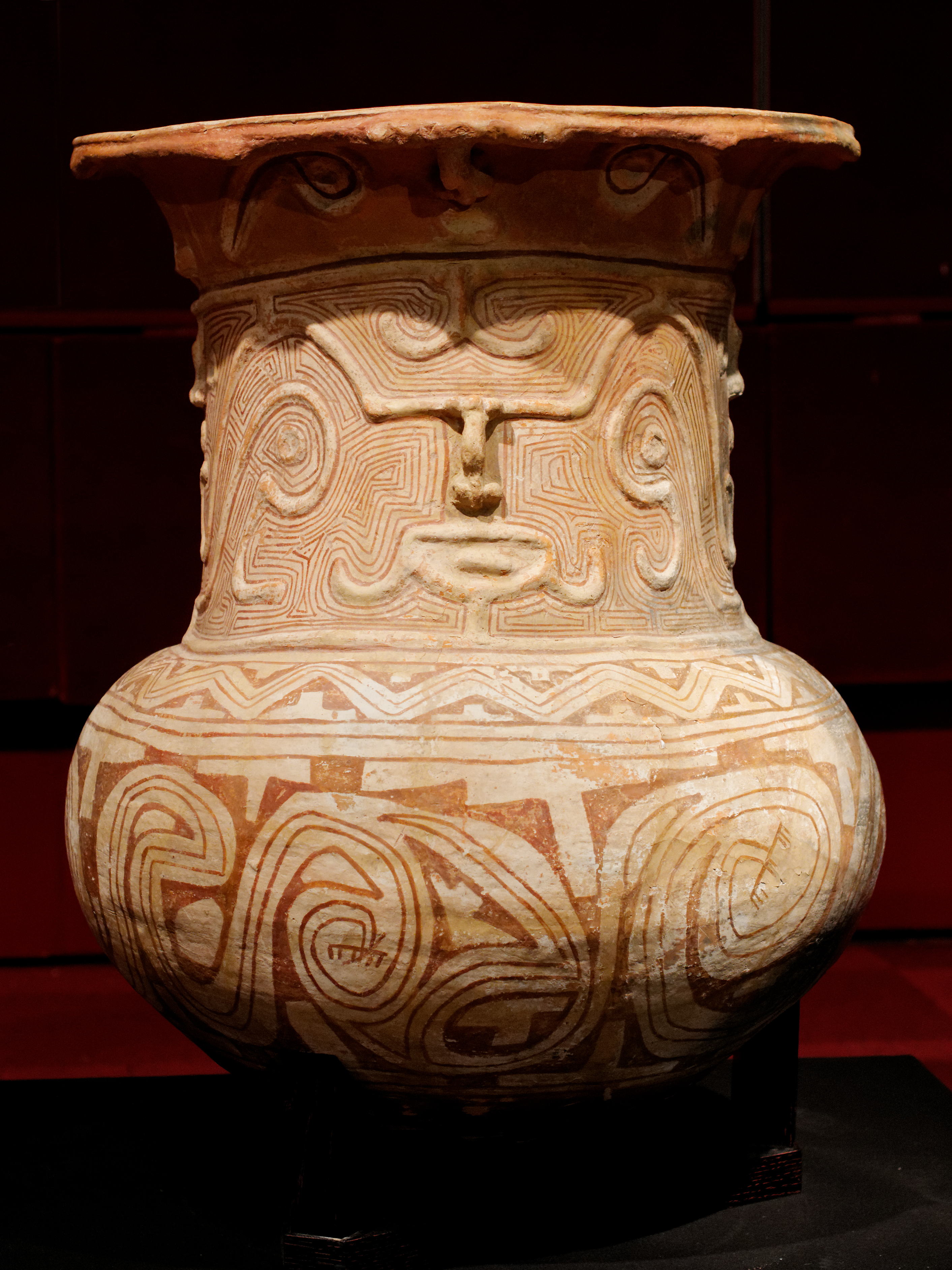
Urna funerária, Coleção de H. Law

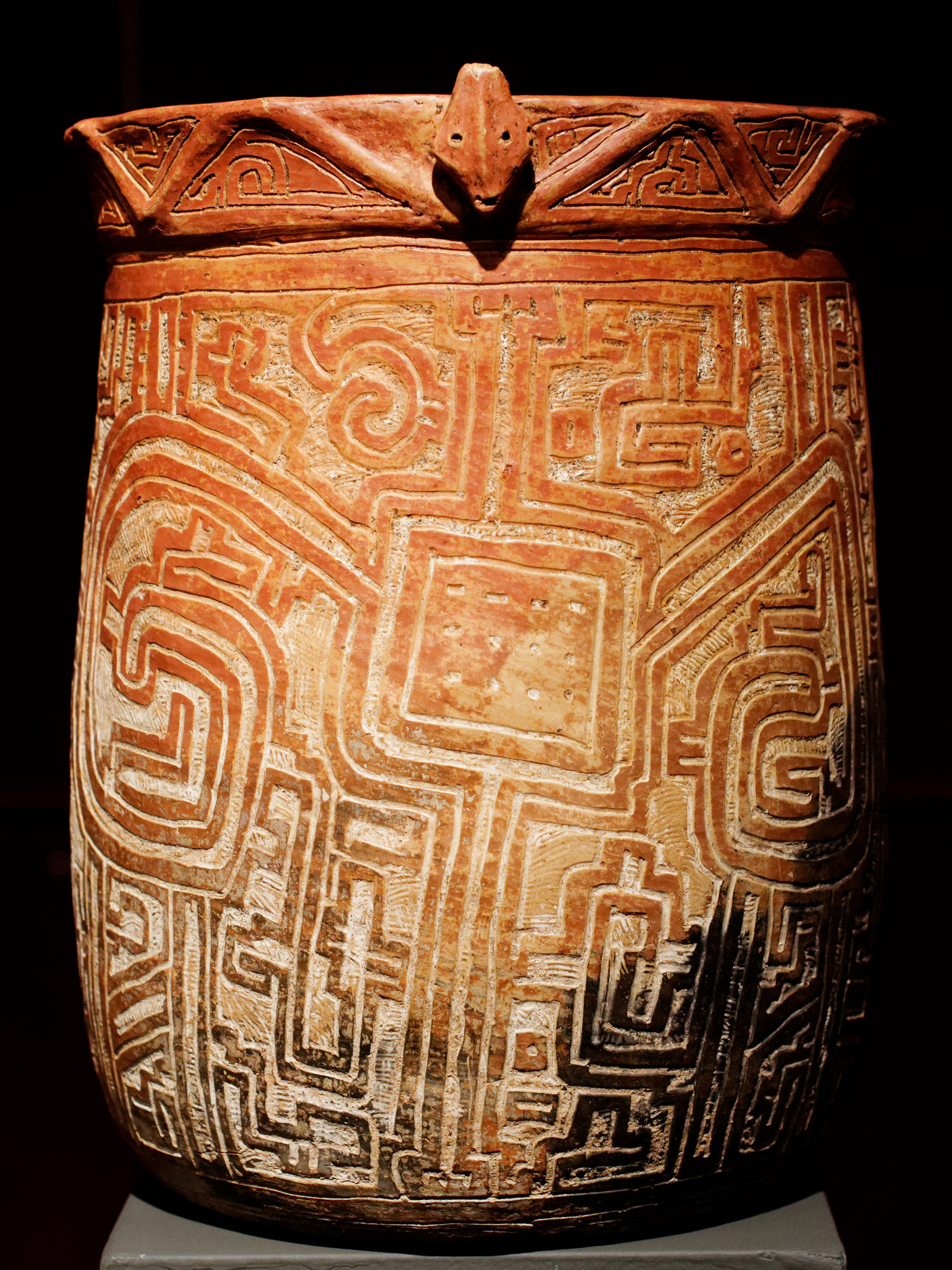
Vaso, Coleção de H. Law

Viajantes em 1800 observaram tanto a presença de montes como a beleza das cerâmicas encontradas dentro deles ou expostas em seus lados.
Museus da Europa e dos Estados Unidos começaram a recolher alguns dos pedaços maiores e mais bonitos, os maiores dos quais são urnas funerárias. Enterradas em pisos de casas construídas sobre os cumes dos montes, as urnas, elaboradamente decoradas, contêm os restos mortais de pessoas significativas. Quando os indivíduos morreram, a carne foi retirada de seus ossos e os restos mortais foram colocados nas urnas, que foram, em seguida, cobertas com uma tigela ou prato.
As pessoas no Marajó produziram artefatos muito diversos: vasos de cerâmica, urnas, potes, frascos, copos, tigelas, pratos, cerâmica utilitária para o uso diário, grandes estátuas, tangas (coberturas púbicas principalmente femininas) de cerâmica, pingentes, joias para lábio e orelha, apitos, miniaturas de machados e outras ferramentas, amassadores de comida, martelos e outras ferramentas. Instrumentos de pedra eram muito raros porque a ilha de Marajó não tem uma fonte de pedra adequada. Os instrumentos de pedra que foram encontrados sugerem que eles foram usados como artigos e presentes de alto status, ou que eles foram utilizados na produção artesanal.
Os marajoaras produziram cestaria, madeira e cerâmica. Elaborados vasos de cerâmica foram encontrados no lixo entre as casas e em túmulos, mas não em torno de fogueiras, que continham apenas louça comum doméstica. Além disso, os sítios de montes baixos ou sem monte contêm muito pouca ou nenhuma louça. Alguns artefatos são encontrados apenas em locais específicos. Teso dos Bichos contém milhares de pequenas placas de cerâmica e de arenito, que são muito raros ou ausentes em outros sítios. O padrão geral de evolução encontrado nos artefatos marajoaras, especialmente os de cerâmica, se move em direção a maior complexidade, elaboração e especialização, rumo à fase Marajoara. No entanto, mais tarde na fase Marajoara, parece que a especialização e complexidade diminuíram.

## Liderança e desigualdade
Apesar de algumas características apontarem para a estratificação, as evidências sobre a desigualdade e a liderança são inconclusivas quanto ao fato de se essa estratificação era baseada no sexo ou na classe social, ou se era determinada por um governo centralizado. A mera existência de grandes montes e grandes malocas multifamiliares e artesanato complexo e intensivo de subsistência é, normalmente, interpretado como evidência de autoridade centralizada e classes socioeconômicas estratificadas. No entanto, esta não é uma hipótese testada empiricamente.
O fato de que as mulheres são praticamente inexistentes nas elaboradas urnas funerárias poderia ser considerado como prova da estratificação por gênero. No entanto, as mulheres de alto escalão nem sempre ocupam cargos políticos e, portanto, sua ausência nos enterros elaborados não indica, necessariamente, status inferior. Sítios de montes pequenos e sem montes têm muito menos, quando têm, cerâmicas elaboradas. Além disso, cerâmicas elaboradas são encontradas apenas em contextos de lixo e enterro, não em torno de fogueiras. Isto poderia sugerir que as mulheres usavam, principalmente, louça comum doméstica, enquanto os homens usavam, principalmente, louça fina cerimonial. No entanto, a verdadeira relação entre a distribuição de cerâmica e posição social é, ainda, pouco clara e deve ser investigada.
Traços esqueléticos também apontam para algum tipo de estratificação, provavelmente entre elites e plebeus. Ficou muito claro, através da análise de ossos, que alguns indivíduos eram bem nutridos e altos, enquanto outros eram significativamente mais baixos e consumiam dietas mais pobres. Além disso, alguma deformação do crânio entre os esqueletos bem nutridas também apontam para uma classe de elite. Apesar das evidências, poucos indivíduos foram examinados e uma investigação mais abrangente e sistemática de enterros e casas é necessária para poder se dizer se a diferenciação da produção e consumo de alimentos foi baseado em classe ou gênero.
Assim, há alguma evidência de que as mulheres ocupavam um status inferior em relação aos homens em Marajó, mas há outras evidências que sugerem que as mulheres marajoaras tinham mais importância e status social mais elevado do que os povos da Amazônia atual. Assim, é difícil uma interpretação da sociedade marajoara.
As mulheres aparecem com destaque na arte Marajoara, retratadas como criadoras, heroínas e fundadoras de linhagens. As famílias eram determinadas com base na linhagem materna. Elas também eram importantes na produção de subsistência. A etno-história amazônica também descreve muitas sociedades de várzea com descendência matrilinear e uma ancestral mítica. Tal como acontece com a evidência para a desigualdade, os dados sobre a liderança são inconclusivos quanto a saber se houve ou não um governo centralizado. Registros etno-históricos descrevem líderes cívico-cerimoniais. No entanto, a sociedade marajoara existiu vários séculos antes do contato europeu e pode ter sido muito diferente de sociedades do período de contato.
A iconografia Marajoara não sugere uma autoridade política centralizada, mas sugere classificação social baseada na genealogia matrilinear. Evidências etno-históricas amazônicas apontam para mulheres com alto nível socioeconômico, detendo os papéis políticos e rituais principais. É preciso uma pesquisa mais ampla para determinar indícios de organização centralizada, estruturas, artefatos, grupo ocupacional e status.

## Religião e ideologia
O sistema de crenças do povo de Marajó não é totalmente compreendido, mas é quase certo que envolveu figuras femininas importantes. A iconografia e a arte marajoaras retratam mulheres com poderes xamânicos e papéis de acordo com sociedades que possuem um ancestral mítico. As crenças marajoaras também encontram paralelo na cosmologia amazônica, que possui um universo dividido por gêneros, estando os homens relacionados ao sol e as mulheres relacionadas à lua. As fêmeas ancestrais criadoras da cosmologia amazônica podem estar representadas na iconografia marajoara. Os padrões de assentamento marajoaras estão alinhados no sentido leste-oeste, de acordo com um universo dividido por géneros. É possível que o culto dos antepassados fosse muito importante, pois os falecidos eram colocados em urnas e estas eram enterradas nos montes em que os marajoaras viviam.

## Morte, guerras e violência
O tipo mais comum de túmulo é a urna funerária. Os materiais nos túmulos incluem, tipicamente, material lítico e cerâmicas elaboradas. Os restos dos esqueletos ficaram muito bem preservados nas urnas funerárias, que foram cobertas com um solo argiloso. Ainda foram encontrados alguns esqueletos femininos. Não foram ainda discutidas as causas das mortes, mas os esqueletos disponíveis mostraram relativamente poucas patologias, sugerindo que os marajoaras tinham uma vida mais saudável e com uma dieta mais nutritiva do que os povos amazônicos pós-contato europeu. Apesar da importância, abundância e facilidade de escavação, muito poucos cemitérios marajoaras têm sido sistematicamente escavados e analisados.
Embora restos de esqueletos não tenham sido analisados por padrões de trauma, eles mostram sinais peculiares de desenvolvimento muscular que sugerem, fortemente, a participação regular na guerra. Os padrões de desenvolvimento muscular são semelhantes aos dos wrestlers modernos. O desenvolvimento muscular semelhante sugere que os marajoaras eram treinados para o combate. Os montes de terra poderia servir claramente para fins defensivos, além de protecção contra as inundações. Os marajoaras não tinham sistema de escrita, e, portanto, não deixaram registros escritos. Para além da posição defensiva de residências em cima de montes de terra, há realmente pouca evidência que pode confirmar ou negar a existência de uma guerra ou de violência localizada. No entanto, a presença de guerra em quase todas as outras sociedades em todo o mundo torna improvável que os marajoaras vivessem em paz e tranquilidade absolutas.

## A proeminência feminina
O motivo mais comum encontrado na iconografia marajoara envolve o imaginário feminino, apresentando as mulheres ou como ancestrais míticos ou em papéis xamânicos. Estes motivos femininos são, normalmente, encontrados em artefatos de cerâmica ou em estátuas. A proeminência do imaginário feminino na iconografia marajoara sugere que as mulheres não eram de um status mais baixo do que os homens, sendo, ao contrário, muito valorizadas. No entanto, a ênfase feminina na iconografia não exclui a possibilidade de uma forte dicotomia de gênero, como demonstrado por alguns estudiosos contemporâneos.

## O fim
Pensa-se que a ilha de Marajó foi abandonada pouco antes da conquista europeia, por volta do ano 1300. O abandono é calculado pelo fato de as estruturas terem deixado de ser reparadas e mantidas, e nenhuma outra construção ter ocorrido após. Ainda não se sabe o suficiente para determinar por que a ilha foi abandonada.